# 立川惠
立川惠（2月22日—）是日本漫畫家，東京都出身，血型B型，代表作品為少女漫畫《怪盜St. Tail》。2017年講談社在pixiv上宣布其擔任《怪盜St. Tail》漫畫新篇章募集活動的評審。

## 單行本一覽
- 熱烈台風娘、原名《熱烈台風娘（日语：熱烈台風娘）》（1993年6月号 - 1994年2月号、Nakayoshi、讲谈社） - 全2册
- 夢食案內人、原名《夢食案内人（日语：夢食案内人）》
- 怪盜St. Tail、原名《怪盗セイント・テール》（1994年 - 1996年、Nakayoshi） - 全7册+1册番外篇
- 夢幻傳說、原名《夢幻伝説 タカマガハラ》（1997年2月号 - 1999年6月号、Nakayoshi） - 全5册
- 電腦少女★Mink、原名《電脳少女☆Mink》（1999年1月号 - 2002年1月号、Nakayoshi） - 全6册

## 参加媒体
- FIREFIGHTER F.D. 18（科乐美PS2用游戏软件·脚本担当）
- Mulberry Field（线上游戏·角色设计及插绘、脚本担当）

## 外部連結
- 立川惠老師的官方網站
- 立川惠老師的博客 （页面存档备份，存于）